# Chandonanthus squarrosus
Chandonanthus squarrosus är en bladmossart som först beskrevs av Archibald Menzies och William Jackson Hooker, och fick sitt nu gällande namn av William Mitten. Chandonanthus squarrosus ingår i släktet Chandonanthus och familjen Anastrophyllaceae. Inga underarter finns listade i Catalogue of Life.